# Torg- och marknadshandlarnas ekonomiska riksförening
Torg- och marknadshandlarnas ekonomiska riksförening (Tomer) är branschorganisation för svensk torg- och marknadshandel grundad 1983. Ordförande är Guido Carinci.
Tomer arrangerar marknader i Kopparberg, Sala (vinter-, vår- och höstmarknad), Uppsala (vinter- och vårmarknad) och Ödeshög (Johanna marken).
Sedan 1983 ger Tomer ut tidningen Torg- och marknadsnytt (tidigare Knallebladet).